# ふそう銀行
ふそう銀行（ふそうぎんこう）は、鳥取県鳥取市に本店を置いていた第二地方銀行である。1991年4月1日に山陰合同銀行に吸収合併された。

## 概要
1942年2月7日共済無尽と相愛無尽が合併し鳥取無尽として鳥取県東伯郡倉吉町明治町1031-1に設立。1944年2月28日本店を鳥取市東品治町に移転。1951年10月20日相互銀行法の施行に伴い、相互銀行に転換し、商号を扶桑相互銀行に変更した。1958年に融資先の倒産で経営危機に陥った際に、住友銀行の支援を受けて経営を刷新した。
社長は、徳田訓三が就任したのち、古田四郎（元住友銀行本店支配人）を経て、柴田太郎（元住友銀行本店支配人）、柏瀬宏（元住友銀行常任監査役）。
古田四郎社長時代に堅実経営で一応再建を果たしたが、柴田太郎社長時代に積極経営に転じ、店舗の広域展開で岡山県、兵庫県での営業を拡大し、預貸金の半分近くが本店所在地の鳥取県以外に占められることとなった。しかし、それが裏目に出て、資金調達では定期預金の割合が高かったため、他行よりも調達コストが高く、金利自由化の影響を受けた自由金利預金の増大で調達コストが上昇し、収益を減少させる原因となった。特徴である店舗の広域展開も他行との競争の間で採算が合わなくなりつつあった。また、鳥取県内でも1987年1月に大口融資先の日本フエラス工業が倒産するなど不良債権が増加した。
1989年4月1日普通銀行に転換し、商号をふそう銀行に変更。柏瀬宏社長の下で負の遺産の整理を進め、営業の重点を鳥取県内に移そうとしたが、将来性が乏しく、いずれ負担になるとの住友銀行の経営判断もあり、1990年9月下旬、ふそう銀行側から山陰合同銀行に合併を打診し、11月18日に1991年4月1日に合併すると発表された。柏瀬社長は「広域的な店舗展開を図ってきたが、収益を上げるのは難しかった。将来を展望するとふそうに力のあるうちに合併することがプラスと判断した」と述べている。

## 営業店
| 店名           | 所在地                                 | 備考                     |
| -------------- | -------------------------------------- | ------------------------ |
| 本店営業部     | 鳥取県鳥取市栄町403                    | 山陰合同銀行ふそう営業部 |
| 鳥取駅前支店   | 鳥取県鳥取市永楽温泉町161              | 鳥取駅前支店             |
| 賀露支店       | 鳥取県鳥取市賀露町1142-2               | 賀露支店                 |
| 岩美支店       | 鳥取県岩美郡岩美町大字浦富1546         | 浦富支店                 |
| 郡家支店       | 鳥取県八頭郡郡家町大字郡家645-6        | 郡家駅前支店             |
| 智頭支店       | 鳥取県八頭郡智頭町大字智頭1534-3       | 智頭東支店               |
| 青谷支店       | 鳥取県気高郡青谷町大字青谷4015-3       | 青谷駅前支店             |
| 倉吉駅前支店   | 鳥取県倉吉市山根540-1                  | パープルタウン支店       |
| 倉吉支店       | 鳥取県倉吉市明治町1032-1               | 倉吉中央支店             |
| 三朝支店       | 鳥取県東伯郡三朝町大字三朝779-1        | 三朝東支店               |
| 東伯支店       | 鳥取県東伯郡東伯町大字徳万492-5        | 浦安駅前支店             |
| 御来屋支店     | 鳥取県西伯郡名和町大字御来屋956        | 御来屋支店               |
| 米子支店       | 鳥取県米子市加茂町2-100-1              | 米子シティ支店           |
| 境港支店       | 鳥取県境港市上道町1855-7               | 境中央支店               |
| 江府支店       | 鳥取県日野郡江府町大字江尾1858         | 江府本町支店             |
| 鳥取南支店     | 鳥取県鳥取市扇町32                     | 扇町支店                 |
| 米子東支店     | 鳥取県米子市上福原1603-2               | 米子北支店               |
| 鳥取北支店     | 鳥取県鳥取市材木町226                  | 鳥取北支店               |
| 米子西支店     | 鳥取県米子市上後藤2-2-8                | 上後藤支店               |
| 鳥取東支店     | 鳥取県岩美郡国府町新通り3-333          | 新通り支店               |
| 田園町支店     | 鳥取県鳥取市田園町4-375                | 田園町支店               |
| 御弓町支店     | 鳥取県鳥取市御弓町20                   | 御弓町支店               |
| 行徳支店       | 鳥取県鳥取市行徳ろ432-1                | 行徳支店                 |
| 米子中央支店   | 鳥取県米子市富士見町2-122              | 富士見町支店             |
| 日野橋支店     | 鳥取県米子市蚊屋200-53                 | 日野橋東支店             |
| 湖山支店       | 鳥取県鳥取市湖山町北3-112              | 湖山北支店               |
| 八橋出張所     | 鳥取県東伯郡東伯町大字八橋351-1        | 八橋出張所               |
| 安来支店       | 島根県安来市安来町字内浜1512           | 安来中央支店             |
| 松江支店       | 島根県松江市本郷町3-19                 | 松江中央支店             |
| 出雲支店       | 島根県出雲市今市町678-5                | 出雲中央支店             |
| 平田支店       | 島根県平田市平田町950-1                | 平田中央支店             |
| 大田支店       | 島根県大田市大田町ハ85                 | 大田南支店               |
| 浜田支店       | 島根県浜田市新町53                     | 浜田新町支店             |
| 益田支店       | 島根県益田市駅前町15-9                 | 益田駅前支店             |
| 出雲南支店     | 島根県出雲市天神町513-4                | 出雲南支店               |
| 上乃木出張所   | 島根県松江市上乃木町2634-5             | 上乃木出張所             |
| 津山支店       | 岡山県津山市大手町3-1                  | 津山支店                 |
| 林野支店       | 岡山県英田郡美作町入田204-8            | 林野支店                 |
| 久世支店       | 岡山県真庭郡久世町久世2511-15          | 久世支店                 |
| 新見支店       | 岡山県新見市高尾2447-2                 | 新見支店                 |
| 岡山支店       | 岡山県岡山市田町1-3-9                  | 岡山中央支店             |
| 岡山駅西口支店 | 岡山県岡山市駅元町30-12                | 岡山駅西口支店           |
| 倉敷支店       | 岡山県倉敷市阿知2-8-1                  | 倉敷支店                 |
| 児島支店       | 岡山県倉敷市児島味野1-15-8             | 児島支店                 |
| 倉敷大高支店   | 岡山県倉敷市東富井字庄兵衛地830-1      | 倉敷大高支店             |
| 児島東支店     | 岡山県倉敷市児島下の町10-8-43          | 児島東支店               |
| 岡南支店       | 岡山県岡山市築港新町1-2-32             | 岡山南支店               |
| 津山北支店     | 岡山県津山市北園町9-13                 | 津山北支店               |
| 豊岡支店       | 兵庫県豊岡市中央町11-22                | 豊岡支店                 |
| 八鹿支店       | 兵庫県養父郡八鹿町八鹿794-3            | 八鹿支店                 |
| 姫路支店       | 兵庫県姫路市豊沢町61                   | 姫路支店                 |
| 加古川支店     | 兵庫県加古川市平岡町新在家651-1        | 加古川支店               |
| 明石大久保支店 | 兵庫県明石市大久保町大窪字上榎山1881-6 | 明石大久保支店           |
| 神戸支店       | 兵庫県神戸市兵庫区駅前通1-32-1         | 神戸支店                 |
| 尾上支店       | 兵庫県加古川市尾上町旭1-45-2           | 尾上支店                 |
| 大阪支店       | 大阪府大阪市北区曽根崎新地1-4-10       | 大阪駅前支店             |
| 広島支店       | 広島県広島市中区小町3-19               | 広島中央支店             |

## 合併
合併に際して、公正取引委員会は、地方銀行の山陰合同銀行とふそう銀行が店舗網の統合による合理化等を通じた経営体質の強化等を図ることを目的として合併するものであり、合併後の会社は、全金融機関に占めるシェアが、島根県では預金残高で第1位32.8%（シェアの増加は1.5%）、貸出金残高で第1位49.4%（シェアの増加は2.8%）、鳥取県では預金残高で第1位30.6%（シェアの増加は6.6%）、貸出金残高で第1位47.8%（シェアの増加は11.5%）であるほか13市町村において合併によりシェアが大幅に上昇することとなるものの、合併後の会社のシェアが大幅に上昇する市町村の店舗が合併当事行から他の金融機関に譲渡される予定であること、大蔵省において合併当事行以外の金融機関の新規出店を弾力的に扱う措置が採られることとなったこと、本件は、金融自由化が進む中で将来の経営の見通しが難しくなったふそう銀行を救済するという性格が強く、山陰合同銀行以外に適当な相手方を見いだしがたいこと等の事情を考慮して、直ちに一定の取引分野における競争を実質的に制限することとなるとは言えないと判断した。合併比率は、山陰合同銀行1株に対して、ふそう銀行3株と完全な吸収合併で、柏瀬社長は専務取締役に降格した。
57店舗（鳥取県27店、岡山県12店、島根県9店、兵庫県7店、大阪府、広島県各1店）が継承された。
問題解消措置として旧ふそう銀行店舗の営業譲渡が行われた。鳥取銀行に1991年9月24日に田園町、御来屋支店、11月5日に三朝東支店の３店の営業を譲渡し、同行は田園町、名和、三朝支店として譲り受けた。住友銀行に1992年2月24日に鳥取駅前、郡家駅前、パープルタウン、日野橋東支店、6月8日に智頭東、浦安駅前、境中央、安来中央支店、10月12日に青谷駅前、江府本町、平田中央支店の11店の営業を譲渡し、同行は岡山支店の出張所として譲り受け、約半年間営業した後、首都圏への店舗設置のための配置転換の代替として廃止した。住友銀行出張所の廃止後、郡家駅前支店の土地・建物は鳥取信用金庫に、日野橋東支店の土地・建物は米子信用金庫にそれぞれ売却された。
ふそうの名称は、旧本店営業部が店名変更されたふそう営業部に残されたが、1994年4月1日に鳥取中央営業部に店名変更され消滅した。

## 沿革
- 1932年5月1日　相愛無尽として鳥取県気高郡青谷町に設立
- 1942年2月7日 　相愛無尽と共済無尽が合併し、鳥取無尽となる。
- 1951年10月20日　相互銀行に転換し、商号を扶桑相互銀行に変更
- 1954年6月21日　本店を鳥取市東品治町122-1（のちの栄町403）に新築移転。
- 1970年8月　　　鳥取県証紙取扱代理店並びに鳥取県収納代理店の認可
- 1989年4月1日　 普通銀行に転換。商号をふそう銀行に変更。
- 1991年4月1日 　山陰合同銀行と合併。